# Mona Eltahawy
Mona Eltahawy (n. 1 august 1967 la Port Said) este o jurnalistă americană de tip freelancer, de origine egipteană.
Este cunoscută pentru eseurile și dezbaterile inițiate referitoare la situația femeii în lumea islamică și care au apărut în publicații ca: The Washington Post, The New York Times, Christian Science Monitor, Miami Herald .
S-a născut în Egipt, dar s-a mutat împreună cu familia în Regatul Unit pe când avea 7 ani.
La 15 ani se mută în Arabia Saudită, iar în anul 2000 se mută în SUA.
Este un critic vehement al regimului lui Hosni Mubarak și al grupării Frăția Musulmană.
În noiembrie 2011, în timpul demonstrațiilor care au avut loc în Piața Tahrir, este arestată de forțele de ordine, care au supus-o la agresiuni sexuale.
De asemenea, militează pentru drepturile femeii în lumea arabă și denunță mutilarea genitală la femei, practicată în multe țări africane și din Orientul Mijlociu.
1. ↑  CONOR.SI[*] Verificați valoarea |titlelink= (ajutor)